# Marifugia cavatica
Marifugia cavatica is een borstelworm uit de familie Serpulidae. Marifugia cavatica werd in 1930 voor het eerst wetenschappelijk beschreven door Absolon & Hrabe.

## Kenmerken
Het relatief grote lichaam van de worm bestaat uit een kop, een cilindrisch, gesegmenteerd lichaam en een staartstukje. De kop bestaat uit een prostomium (gedeelte voor de mondopening) en een peristomium (gedeelte rond de mond) en draagt gepaarde palpen, borstels en cirri. Hij heeft een uitstulpbare proboscis met harde tanden die een soort rasp vormen.

## Leefwijze
M. cavatica is een carnivorische kalkkokerworm. Hij gebruikt zijn proboscis om prooien vast te grijpen en te verscheuren tot eetbare deeltjes.

## Relatie tot de mens
Vissers worden regelmatig gebeten door M. cavatica. Met zijn proboscis kan hij de menselijke huid makkelijk doorboren. Hij voed zich hier met bloed.
1. 1 2 3 4  Macron (1983). Encyclopedie Van Het Dierenrijk. Atrium, p. 18. ISBN 90-6113-334-3.